# NHL Amateur Draft 1971
Der NHL Amateur Draft 1971, die jährliche Talentziehung der National Hockey League, fand am 10. Juni 1971 im Queen Elizabeth Hotel im kanadischen Montreal in der Provinz Québec statt.
Insgesamt wurden 117 Spieler in zehn Runden ausgewählt. Zwei hervorragende Spieler wurden auf den ersten beiden Positionen gezogen. Rein nach der Punktausbeute war der zweite, Marcel Dionne, der bessere Spieler. Durch die Art wie er spielte, zählt aber Guy Lafleur zu den besten Spielern, die je in der NHL spielten. Er wurde zweimal als bester Spieler der NHL mit der Hart Memorial Trophy ausgezeichnet. Die Canadiens de Montréal hatten aber nicht nur Lafleur, sondern mit Larry Robinson auch einen der besten Verteidiger der NHL-Geschichte, der zweimal als bester Verteidiger der Liga die James Norris Memorial Trophy gewann, in diesem Draft ausgewählt.

## Draftergebnis
| Pick                           | Spieler                | Land               | NHL-Team                | College-/ Junioren-/ Profi-Team   |
| 1. Runde                       | 1. Runde               | 1. Runde           | 1. Runde                | 1. Runde                          |
| ------------------------------ | ---------------------- | ------------------ | ----------------------- | --------------------------------- |
| 1.                             | Guy Lafleur (RW)       | Kanada             | Canadiens de Montréal   | Remparts de Québec (LHJMQ)        |
| 2.                             | Marcel Dionne (C)      | Kanada             | Detroit Red Wings       | St. Catharines Black Hawks (OHA)  |
| 3.                             | Jocelyn Guèvremont (D) | Kanada             | Vancouver Canucks       | Canadien junior de Montréal (OHA) |
| 4.                             | Gene Carr (C)          | Kanada             | St. Louis Blues         | Flin Flon Bombers (WCHL)          |
| 5.                             | Rick Martin (LW)       | Kanada             | Buffalo Sabres          | Canadien junior de Montréal (OHA) |
| 6.                             | Ron Jones (D)          | Kanada             | Boston Bruins           | Edmonton Oil Kings (WCHL)         |
| 7.                             | Chuck Arnason (RW)     | Kanada             | Canadiens de Montréal   | Flin Flon Bombers (WCHL)          |
| 8.                             | Larry Wright (C)       | Kanada             | Philadelphia Flyers     | Regina Pats (WCHL)                |
| 9.                             | Pierre Plante (RW)     | Kanada             | Philadelphia Flyers     | Rangers de Drummondville (LHJMQ)  |
| 10.                            | Steve Vickers (LW)     | Kanada             | New York Rangers        | Toronto Marlboros (OHA)           |
| Weitere erwähnenswerte Spieler |                        |                    |                         |                                   |
| 13.                            | Steve Durbano (D)      | Kanada             | New York Rangers        | Toronto Marlboros (OHA)           |
| 14.                            | Terry O’Reilly (RW)    | Kanada             | Boston Bruins           | Oshawa Generals (OHA)             |
| 2. Runde                       |                        |                    |                         |                                   |
| 15.                            | Ken Baird (D)          | Kanada             | California Golden Seals | Flin Flon Bombers (WCHL)          |
| 17.                            | Bobby Lalonde (C)      | Kanada             | Vancouver Canucks       | Canadien junior de Montréal (OHA) |
| 19.                            | Craig Ramsay (LW)      | Kanada             | Buffalo Sabres          | Peterborough Petes (OHA)          |
| 20.                            | Larry Robinson (D)     | Kanada             | Canadiens de Montréal   | Kitchener Rangers (OHA)           |
| 22.                            | Rick Kehoe (RW)        | Kanada             | Toronto Maple Leafs     | Hamilton Red Wings (OHA)          |
| 23.                            | Dave Fortier (D)       | Kanada             | Toronto Maple Leafs     | St. Catharines Black Hawks (OHA)  |
| 26.                            | Dave Kryskow (LW)      | Kanada             | Chicago Black Hawks     | Edmonton Oil Kings (WCHL)         |
| 27.                            | Tom Williams (LW)      | Kanada             | New York Rangers        | Hamilton Red Wings (OHA)          |
| 3. Runde                       |                        |                    |                         |                                   |
| 33.                            | Bill Hajt (D)          | Kanada             | Buffalo Sabres          | Saskatoon Blades (WCHL)           |
| 35.                            | Ron Wilson (D)         | Kanada             | Minnesota North Stars   | Flin Flon Bombers (WCHL)          |
| 39.                            | Rich Lemieux (C)       | Kanada             | Vancouver Canucks       | Canadien junior de Montréal (OHA) |
| 4. Runde                       |                        |                    |                         |                                   |
| 48.                            | Neil Komadoski (D)     | Kanada             | Los Angeles Kings       | Winnipeg Jets (WCHL)              |
| 51.                            | Rick Cunningham (RW)   | Kanada             | Toronto Maple Leafs     | Peterborough Petes (OHA)          |
| 54.                            | Jerry Butler (F)       | Kanada             | New York Rangers        | Hamilton Red Wings (OHA)          |
| 8. Runde                       |                        |                    |                         |                                   |
| 102.                           | Bob Murphy (LW)        | Kanada             | Vancouver Canucks       | Cornwall Royals (LHJMQ)           |
| 108.                           | Bob Burns (D)          | Kanada             | Toronto Maple Leafs     | Canadian Armed Forces             |
| 9. Runde                       |                        |                    |                         |                                   |
| 113.                           | Mike Antonovich (LW)   | Vereinigte Staaten | Minnesota North Stars   | University of Minnesota (NCAA)    |